# Heftelnabelinge
Die Heftelnabelinge (Rickenella) sind eine Pilzgattung aus der Ordnung der Borstenscheiblingsartigen. Die Fruchtkörper haben einen nabelings- oder helmlingsartigen Habitus mit hygrophanen Hüten.
Die Typusart ist der Orangerote Heftelnabeling (Rickenella fibula). Die wissenschaftliche Gattungsbezeichnung ehrt den deutschen Mykologen Adalbert Ricken.

## Merkmale

### Makroskopische Merkmale
Die 2–20(–30) mm breiten Hüte sind gewölbt, glockenförmig, flach ausgebreitet, gebuckelt, niedergedrückt oder besitzen eine Papille. Sie ändern beim Abtrocknen bzw. Durchfeuchten ihre Farbe (hygrophan), durchscheinend gerieft und haben eine flaumige Oberfläche. Die entfernt stehenden Lamellen laufen entweder am Stiel herab oder sind dort mit einem herablaufenden Zahn breit oder ausgerandet angewachsen. Das Sporenpulver hat eine weiße Farbe. Auch die Stiele sind flaumig beschaffen. Die Fruchtkörper riechen und schmecken unspezifisch.

### Mikroskopische Merkmale
An den Sporenständern (Basidien) reifen 4 elliptische bis zylindrische Sporen heran. Sie sind glattwandig, durchsichtig (hyalin) und zeigen bei Kontakt mit Iodlösungen keine Farbreaktion. Sterile Elemente (Zystiden) kommen an den Lamellenflächen und -schneiden, der Stielrinde und der Huthaut vor. Das Hymenophor besteht aus aufgeblasenen Elementen, die ebenfalls keine Iodfarbreaktion aufweisen. Die Hutdeckschicht (Pileipellis) ist eine Cutis aus liegenden Pilzfäden (Hyphen). Die Hyphensepten tragen Schnallen.

## Ökologie
Heftelnabelinge leben parasitisch an Moosen.

## Arten

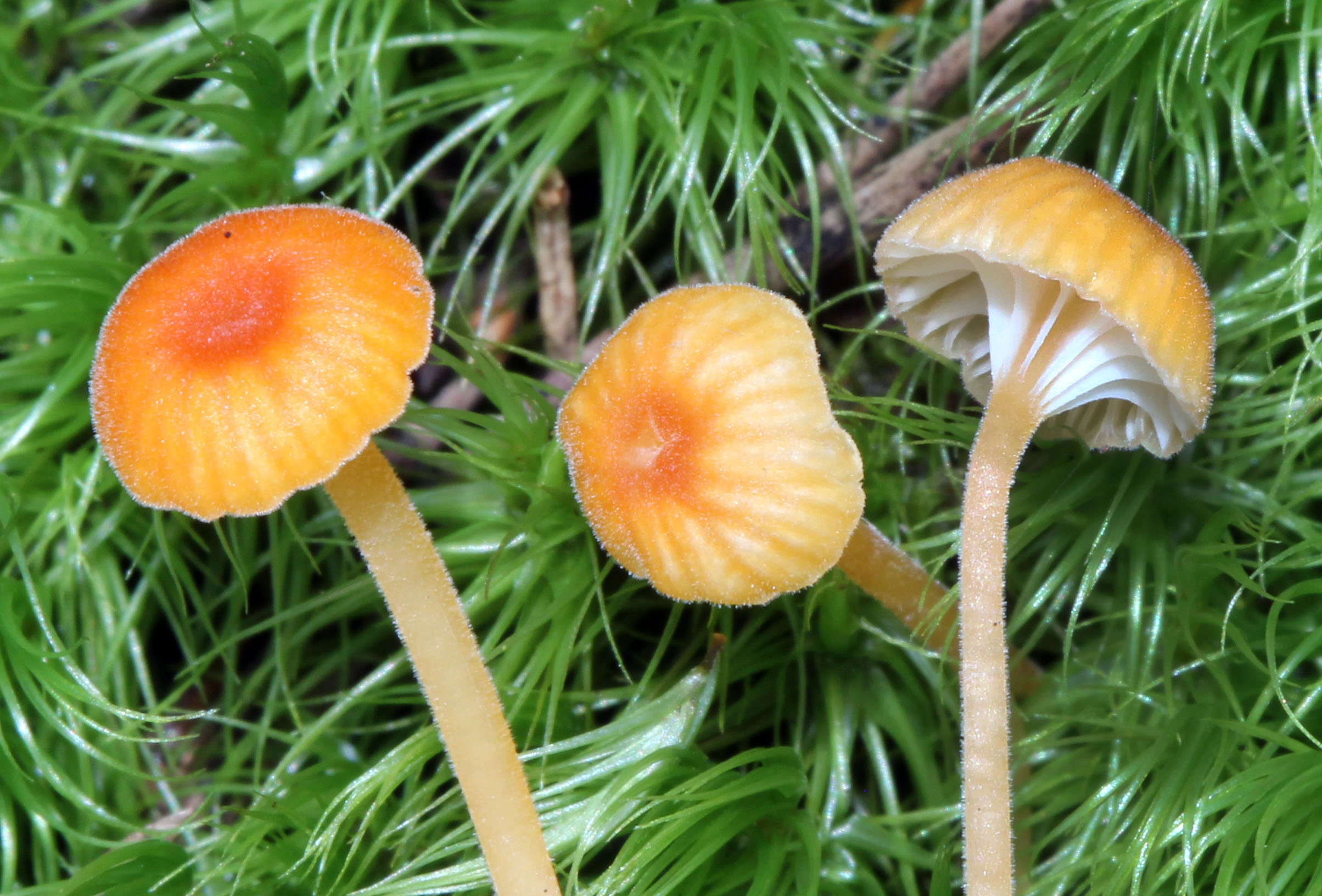
Orangeroter Heftelnabeling Rickenella fibula
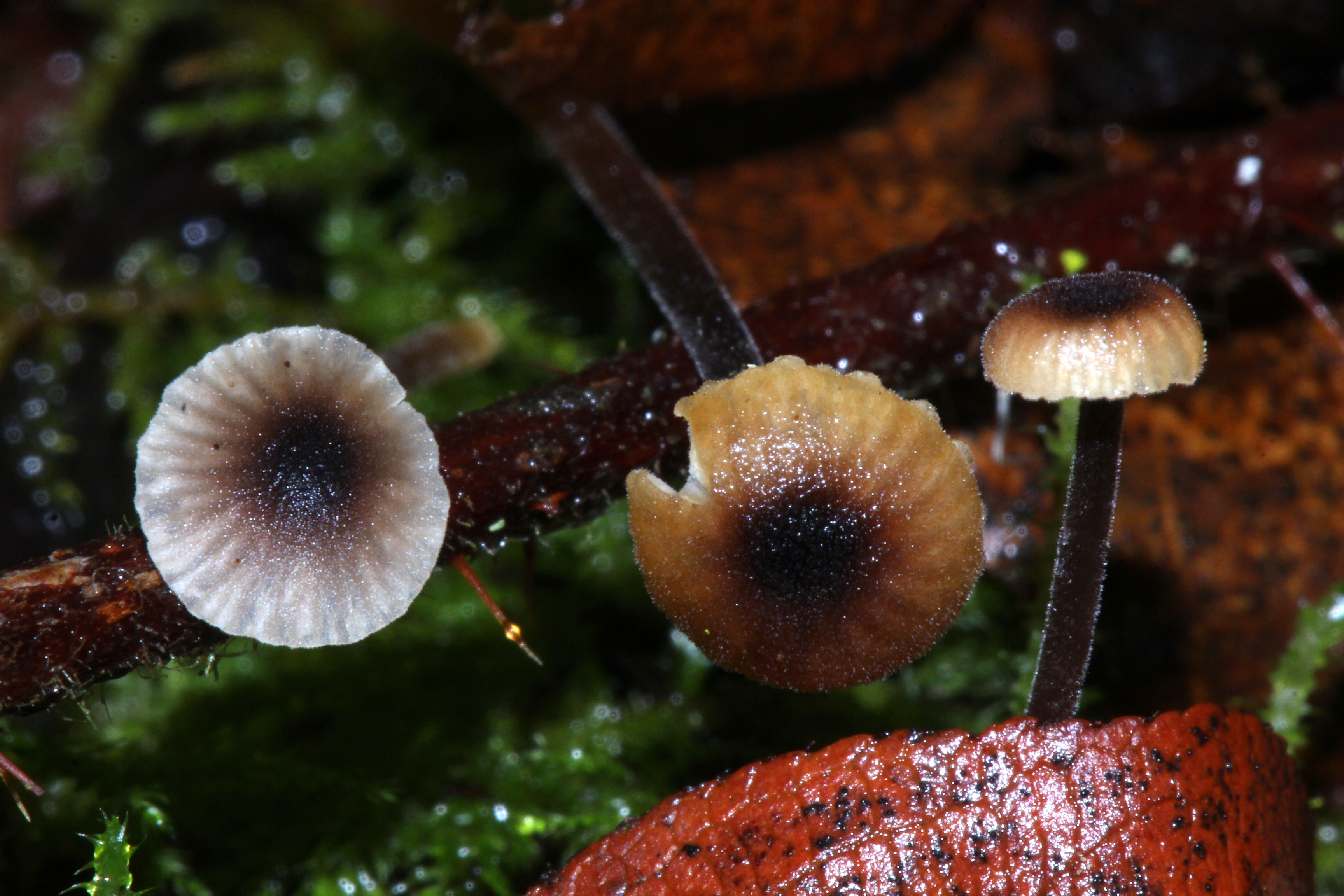
Blaustieliger Heftelnabeling Rickenella swartzii

Für Europa sind 5 Taxa bekannt bzw. zu erwarten.
| Heftelnabelinge in Europa |                                    |                                                |
| \| Deutscher Name \| Wissenschaftlicher Name \| Autorenzitat \| \| ---------------------------------------------- \| ---------------------------------- \| ---------------------------------------------- \| \| Orangeroter oder Orangefarbener Heftelnabeling \| Rickenella fibula \| (Bulliard 1784 : Fries 1821) Raithelhuber 1973 \| \| Honigbrauner Heftelnabeling \| Rickenella mellea \| (Singer & Clémençon 1971) Lamoure 1979 \| \| Weißer Heftelnabeling \| Rickenella piquiniana \| Blanco-Dios 2010 \| \| Blau- oder Violettstieliger Heftelnabeling \| Rickenella swartzii \| (Fries 1815) Kuyper 1984 \| \| \| Rickenella swartzii f. alnobetulae \| Jamoni 1998 ('1997') \| |                                    |                                                |
| Deutscher Name | Wissenschaftlicher Name            | Autorenzitat                                   |
| Orangeroter oder Orangefarbener Heftelnabeling | Rickenella fibula                  | (Bulliard 1784 : Fries 1821) Raithelhuber 1973 |
| Honigbrauner Heftelnabeling | Rickenella mellea                  | (Singer & Clémençon 1971) Lamoure 1979         |
| Weißer Heftelnabeling | Rickenella piquiniana              | Blanco-Dios 2010                               |
| Blau- oder Violettstieliger Heftelnabeling | Rickenella swartzii                | (Fries 1815) Kuyper 1984                       |
| | Rickenella swartzii f. alnobetulae | Jamoni 1998 ('1997')                           |

- Orangeroter Heftelnabeling
Rickenella fibula
- Blaustieliger Heftelnabeling
Rickenella swartzii